# Almirante Cervera
Almirante Cervera – hiszpański krążownik lekki z okresu międzywojennego i II wojny światowej typu Príncipe Alfonso. Wszedł do służby w 1927 roku. Służył po stronie frankistowskiej podczas wojny domowej. Po wojnie służył w marynarce Hiszpanii do 1965 roku.

## Budowa
Budowę okrętu, wraz z bliźniaczym „Príncipe Alfonso”, zaplanowano ustawą z 17 lutego 1915 roku jako trzeciego i czwartego krążownika typu Méndez Núñez, lecz jej wówczas nie podjęto, a po zakończeniu I wojny światowej władze hiszpańskie zdecydowały wstrzymać zamówienie i zbudować okręty według innego projektu, ponieważ konstrukcja ta stała się przestarzała w obliczu nowych krążowników powstających podczas wojny. Nowe krążowniki zaprojektowano z pomocą brytyjskiego koncernu Armstrong w oparciu o najnowsze brytyjskie krążowniki typu E (projekt ten oznaczono jako typ F). Ustawą z 11 stycznia 1922 roku podjęto decyzję o budowie dwóch pierwszych okrętów, które zamówiono 14 lipca 1922 roku. Wszystkie budowała stocznia Sociedad Española de Construcción Naval (SECN) w Ferrolu w Hiszpanii.
Stępkę pod budowę „Almirante Cervera” (Admirał Cervera) położono 25 listopada 1922 roku Otrzymał on nazwę na cześć admirała Pascuala Cervery, walczącego w wojnie amerykańsko-hiszpańskiej. Okręt wodowano 16 października 1925 roku. „Almirante Cervera” rozpoczął próby morskie 24 maja 1928 roku, po czym został przyjęty do służby 15 września tego samego roku.

## Skrócony opis

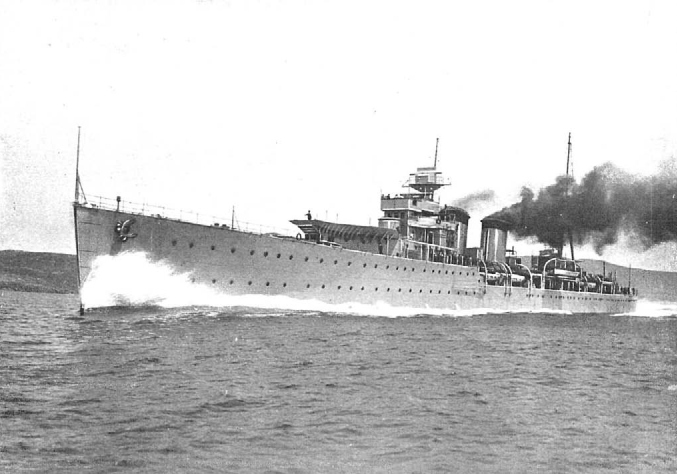
„Almirante Cervera” podczas próby prędkości, bez zamontowanego uzbrojenia

Okręty tego typu były dość dużymi krążownikami o typowej architekturze lat 20. XX wieku, z podwyższonym pokładem dziobowym na ponad 1/3 długości kadłuba, artylerią umieszczoną w superpozycji na dziobie i rufie oraz dwoma pochylonymi kominami blisko siebie na śródokręciu. Siłownia była w układzie liniowym: cztery kotłownie z ośmioma kotłami, za nimi dwie maszynownie. Napędzały je cztery zespoły turbin parowych z przekładniami o mocy łącznej 80 000 KM pracujące na osobne śruby, pozwalając na osiąganie prędkości 33 węzłów. Zapas paliwa płynnego wynosił 1675 ton, zapewniając zasięg do 5000 mil morskich przy prędkości 15 w.
Wyporność standardowa wynosiła 7475 ton, a pełna 9237 ton. Długość okrętu wynosiła 176,63 m, szerokość 16,46 m, a zanurzenie 6 m.
Opancerzenie tworzył pas burtowy, którego grubość w rejonie siłowni wynosiła 76 mm (40% długości kadłuba), a poza nim 51 mm, malejąc do 25 mm na dziobie i 38 mm na rufie. Pokład miał grubość 25-50 mm, a maski dział – 12,7 mm. Stanowisko dowodzenia miało najgrubszy pancerz 152 mm. 

### Uzbrojenie i jego zmiany
Uzbrojenie stanowiło osiem dział kalibru 152 mm w nietypowym układzie: w dwóch stanowiskach pojedynczych na pokładzie dziobowym i rufowym oraz trzech stanowiskach podwójnych: w superpozycji na piętrze nadbudówki dziobowej i rufowej oraz na śródokręciu, za kominami. Wszystkie działa mogły strzelać na jedną burtę i były chronione przez maski przeciwodłamkowe. Działa konstrukcji brytyjskiej miały długość lufy 50 kalibrów (L/50) i donośność do 21,5 km 500 m. Uzbrojenie przeciwlotnicze stanowiły początkowo cztery pojedyncze działa kalibru 102 mm na śródokręciu (po dwa na burtę) i dwa działka kalibru 47 mm. Broń podwodną stanowiło 12 wyrzutni torped w czterech potrójnych aparatach na pokładzie na śródokręciu (po dwa na każdej z burt).
Podczas wojny domowej zmodyfikowano uzbrojenie przeciwlotnicze. W listopadzie 1936 roku dodano jedno niemieckie działko 20 mm C/30. W kwietniu 1938 roku działa przeciwlotnicze kalibru 102 mm zamieniono na niemieckie 105 cm SK C/32 L/45. Zdjęto wówczas oba działka kalibru 47 mm, a za to liczbę działek 20 mm zwiększono do czterech. Już po wojnie domowej, około 1943 roku dodano cztery podwójne stanowiska niemieckich półautomatycznych działek 37 mm SK C/30. Nie przeszedł on natomiast wzorem bliźniaczych krążowników zmiany rozstawienia dział artylerii głównej. 
W 1957 lub 1960 roku zdjęto z okrętu wszystkie wyrzutnie torpedowe. Według nieprecyzyjnych danych, pod koniec lat 50. armaty przeciwlotnicze 105 mm zamieniono na 8 działek 37 mm.

## Służba w skrócie
W chwili wybuchu wojny domowej w Hiszpanii „Almirante Cervera” był w remoncie i 21 lipca 1936 roku został przejęty przez frankistów. Brał następnie aktywny udział w działaniach morskich. 6 października 1936 roku zatopił koło Cieśniny Gibraltarskiej mały republikański patrolowiec I-5 (wyporność 128 t, działo 57 mm). 9 października 1936 roku zatopił pod Malagą patrolowce „Uad Muluya” i „Uad Lucus” (wyporność ok. 400 ton, działo 76 mm). W ramach blokady morskiej republiki przechwycił pięć statków transportowych, m.in. radziecki „Curupa” (23 października 1938) i co najmniej cztery małe jednostki. 5 marca 1938 roku wziął udział w jedynym większym starciu morskim wojny – bitwie koło przylądka Palos. Służył dalej w marynarce Hiszpanii po wojnie.
W 1961 roku krążownik otrzymał NATO-wski numer burtowy C 12.
Okręt został wycofany ze służby 1 lipca 1965 roku.